# AH SO!
「AH SO!」（アー ソー!）は、1975年4月25日にワーナー・パイオニアから発売された朱里エイコ通算18枚目のシングル。規格品番: L-1238R。

## 解説
朱里エイコ自身が作詞した楽曲で、英語詞となっているのと三味線の音などが調和しているのが特徴である。
またこの曲のリリースした直前の3月に朱里は長期渡米に渡ったため、1975年唯一のシングルとなっている。
中古市場では高額で取引されているが、人気の高いシングル盤となっている。

## 収録曲
1. AH SO!
作詞: 朱里エイコ、作曲・編曲: 東海林修
2. 悲しみの鳥が飛び立つ時
作詞: 山上路夫、作曲・編曲: 川口真

## 収録作品
- AH SO!

Greatest Hits '72-'79
朱里エイコ 全曲集
愛蔵盤シリーズ7 朱里エイコベスト 北国行きで
朱里エイコ 〜北国行きで〜
究極のベスト! 朱里エイコ
朱里エイコ スーパーベスト・コレクション
朱里エイコ ワーナー・イヤーズ 1971-1979
リトル・ダイナマイト 〜 ベスト・オブ・朱里エイコ